# Gare de Thonon-les-Bains
Gare de Thonon-les-Bains – stacja kolejowa w Thonon-les-Bains, w departamencie Górna Sabaudia, w regionie Owernia-Rodan-Alpy, we Francji.
Jest stacją Société nationale des chemins de fer français (SNCF) obsługiwaną przez pociągi TGV w sezonie zimowym i TER Rhône-Alpes przez cały tok.